# Calamus cervigoni
Calamus cervigoni is een  straalvinnige vissensoort uit de familie van zeebrasems (Sparidae). De wetenschappelijke naam van de soort is voor het eerst geldig gepubliceerd in 1966 door Randall & Caldwell.
De soort staat op de Rode Lijst van de IUCN als niet bedreigd, beoordelingsjaar 2007.